# Supercoppa di Cipro 2019
La 51ª edizione della Supercoppa di Cipro si è svolta il 28 settembre 2019 tra l'APOEL, vincitrice della A' Katīgoria 2018-2019 e l'AEL Limassol, vincitore della coppa nazionale.
L'APOEL ha vinto il trofeo per la quattordicesima volta nella sua storia.

## Tabellino
| Arbitro: | Christodoulou |

|            |           |  |
| Merkīs 26’ | Marcatori |  |